# Майевтика
Майевтика (др.-греч. μαιευτική — «повивальное искусство», от μαῖα — «повивальная бабка, повитуха») — термин диалога Платона «Теэтет», означающий метод философствования, созданный Сократом, заключающийся в раскрытии истины путём последовательных вопросов, через «испытание» (ἐξέτασις).

## Суть метода
Майевтика была создана Сократом как метод извлекать скрытое в каждом человеке знание с помощью наводящих вопросов.
В ходе диалога Сократ вместо того, чтобы утверждать ту или иную истину, задает последовательно вопросы, отвечая на которые, его собеседник сам формулирует дотоле неизвестные ему утверждения («рождает истину»). Отсюда и связь с повивальным делом: Сократ не делится истиной, а лишь помогает собеседнику самостоятельно «извлечь» её из своего же собственного разума, руководствуясь тезисом (постулатом) о предсуществовании истины.
Суть этого метода состоит в противопоставлении внешнего софистического знания внутреннему философскому знанию, которое каждый носит в себе и может в себе открыть. 
Как утверждает Сократ (в диалоге Платона «Теэтет»), он промышляет тем же, чем занималась его мать Фенарета, бывшая повитухой, с той только разницей, что он помогает разрешаться от бремени не женщинам, а мужчинам, и рождают они не дитя, а знание.
Себе он отводит скромную роль, уверяя, что сам он пуст и каждый производит с его помощью то, чем чреват сам.